# Chloris sagraeana
Chloris sagraeana är en gräsart som beskrevs av Achille Richard. Chloris sagraeana ingår i släktet kvastgrässläktet, och familjen gräs. Inga underarter finns listade i Catalogue of Life.